# Warszawa Czyste
Warszawa Czyste – kolejowa stacja techniczna w Warszawie. 
Znajduje się na niej 5 torów głównych oraz tor prowadzący na bocznicę warszawskiej Szybkiej Kolei Miejskiej.
Ruch pociągów prowadzony jest przez nastawnię WCz. Do nastawni należy również nieczynna łącznica nr 868.